# Christian Mayer (ski alpin)
Pour les articles homonymes, voir Christian Mayer et Mayer.
Christian Mayer, né le 10 janvier 1972 à Villach, est un ancien skieur alpin autrichien.

## Jeux olympiques
- Jeux olympiques de 1994 à Lillehammer (Norvège) :
  -  Médaille de bronze en Géant
- Jeux olympiques de 1998 à Nagano (Japon) :
  -  Médaille de bronze en Combiné

## Championnats du monde
- Championnats du monde de 1999 à Vail (États-Unis) :
  -  Médaille de bronze en Slalom

## Coupe du monde
- Meilleur résultat au classement général : 7e en 1999
  - Vainqueur de la coupe du monde de géant en 1994
  - 7 victoires : 1 super-G et 6 géants
  - 23 podiums

### Saison par saison
- Coupe du monde 1992 :
  - Classement général : 79e
- Coupe du monde 1993 :
  - Classement général : 82e
- Coupe du monde 1994 :
  - Classement général : 11e
    - Vainqueur de la coupe du monde de géant
    - 1 victoire en géant : Val-d'Isère
- Coupe du monde 1995 :
  - Classement général : 34e
- Coupe du monde 1996 :
  - Classement général : 17e
- Coupe du monde 1997 :
  - Classement général : 28e
- Coupe du monde 1998 :
  - Classement général : 9e
    - 2 victoires en géant : Alta Badia et Kranjska Gora
- Coupe du monde 1999 :
  - Classement général : 7e
    - 1 victoire en super-G : Sierra Nevada
- Coupe du monde 2000 :
  - Classement général : 8e
    - 3 victoires en géant : Saalbach, Kranjska Gora et Hinterstoder
- Coupe du monde 2001 :
  - Classement général : 36e
- Coupe du monde 2002 :
  - Classement général : 53e
- Coupe du monde 2003 :
  - Classement général : 38e
- Coupe du monde 2004 :
  - Classement général : 67e
- Coupe du monde 2005 :
  - Classement général : 143e
- Coupe du monde 2006 :
  - Classement général : 135e